# Iolanda di Fiandra
Iolanda di Fiandra o di Hainaut o di Namur (1175 – Costantinopoli, 24/26 agosto 1219) è stata marchesa di Namur, dal 1212 al 1217 ed imperatrice reggente dell'impero latino di Costantinopoli per conto di suo marito Pietro II di Courtenay dal 1217 alla sua morte.

## Origine
Iolanda, secondo la Chronica Albrici Monachi Trium Fontium, era la figlia femmina secondogenita del Conte di Hainaut, Marchese di Namur e Conte di Fiandra, Baldovino V di Hainaut e della Contessa di Fiandra, Margherita d'Alsazia.
Baldovino V di Hainaut, secondo il Gisleberti Chronicon Hanoniense, era il figlio del Conte di Hainaut, Baldovino IV e della moglie, Alice di Namur, che era figlia del conte di Namur, Goffredo I e della sua seconda moglie, l'erede della contea del Lussemburgo, Ermessinda di Lussemburgo, sia secondo la Genealogica comitum Buloniensium, che secondo la Chronica Albrici Monachi Trium Fontium e che, secondo il Herimanni, Liber de Restauratione Sancti Martini Tornacensis, era la sorella del conte di Lussemburgo e di Namur, Enrico IV.
Margherita d'Alsazia, secondo la Flandria Generosa (Continuatio Claromariscensis) era la figlia femmina secondogenita del conte delle Fiandre, Teodorico di Alsazia (1099 circa – 4 gennaio 1168) e di Sibilla d'Angiò (1112 circa – 1165), che, anche se l'arcivescovo, Guglielmo, della città di Tiro, nell'odierno Libano, nel suo Historia rerum in partibus transmarinis gestarum ce la presenta come figlia femmina primogenita era la figlia femmina secondogenita del conte d'Angiò e conte di Tours, conte consorte e poi conte del Maine ed infine reggente del Principato d'Antiochia e re consorte del Regno di Gerusalemme, Folco il Giovane, e della contessa del Maine, Eremburga, figlia unica del conte del Maine, Elia I e di Matilde, come riporta nella sua Historia Ecclesiastica, Pars II, Liber IV del monaco e cronista, Orderico Vitale, signora di Château-du-Loir, figlia di Gervaso, signore di Château-du-Loir.

## Biografia
Nel 1181, secondo il Gisleberti Chronicon Hanoniense, Iolanda contrasse matrimonio (in realtà era un impegno di matrimonio: un fidanzamento, dato che Iolanda aveva solo 6 anni) con il conte di Champagne, Enrico, figlio di Enrico I il Liberale, conte di Champagne, e di Maria di Francia, a sua volta figlia di Luigi VII di Francia ed Eleonora d'Aquitania, e nello stesso tempo, suo fratello, Baldovino, contraeva matrimonio (in realtà anche questo era un impegno di matrimonio, dato che Maria aveva solo 7 anni: una conferma del fidanzamento stipulato nel 1179) con la sorella di Enrico, Maria.
Il contratto di matrimonio fu rotto da Enrico II, nel 1187, quando stipulò un nuovo fidanzamento con Ermesinda di Lussemburgo.
Nel 1193, Iolanda, il 1º luglio, a Soissons, contrasse matrimonio con il signore di Courtenay, conte di Nevers, d'Auxerre e di Tonnerre, Pietro II, come ci viene confermato anche dalla Chronica Albrici Monachi Trium Fontium a monacho novi monasterii hoiensis interpolata, precisando che era sorella di Filippo, futuro marchese di Namur e di due futuri imperatori di Costantinopoli: Baldovino I ed Enrico, ed era zia materna del futuro re di Francia, Luigi VIII.
Pietro II di Courtenay, ancora secondo la Chronica Albrici Monachi Trium Fontium a monacho novi monasterii hoiensis interpolata era figlio di Pietro (figlio del re di Francia, Luigi VI) e della moglie Elisabetta di Courtenay  e, secondo la Ex Historia Episcoporum Autissiodorensium era vedovo di Agnese I contessa di Nevers, d'Auxerre e di Tonnerre, per cui Iolanda era la seconda moglie.
Nel 1212, dopo la morte di suo fratello, Filippo, Marchese di Namur, Iolanda gli succedette come marchesa di Namur, come ci viene confermato sia dalla Historia Walciodorensis Monasterii Continuata, quando ricorda la morte del marchese Filippo, che dalla Chronica Albrici Monachi Trium Fontium a monacho novi monasterii hoiensis interpolata quando afferma che Pietro II di Courtenay, divenne marchese di Namur, per diritto matrimoniale.
Dopo la morte del fratello di Iolanda, Enrico di Fiandra, nel 1216, il trono dell'Impero latino di Costantinopoli rimase vacante sino a che Pietro di Courtenay fu eletto imperatore, come ci conferma la Ex Historia Episcoporum Autissiodorensium, che ci conferma anche che Pietro e la moglie Iolanda furono incoronati a Roma da papa Onorio IIi, il 9 aprile 1217.
Dopodiché, attraversato l'Adriatico, con navi veneziane, mentre Iolanda continuò la navigazione sino a Costantinopoli, dove esercitò la reggenza per conto del marito, Pietro, con un potente esercito di 5.500 uomini, combattendo contro il Despotato d'Epiro, mise l'assedio a Durazzo, che non si arrese; per cui abbandonato l'assedio, Pietro si diresse verso Costantinopoli, ma durante il tragitto, sulle montagne dell'Albania, venne sconfitto e catturato, dal despota, Teodoro I.
Siccome non si conobbe mai il destino di Pietro, dopo la cattura (probabilmente fu ucciso), Iolanda, che dopo l'arrivo a Costantinopoli aveva dato alla luce il suo ultimogenito, Baldovino, dovette regnare come reggente, dato che il suo primogenito, Filippo, si rifiutò di lasciare la Francia, per esercitare la reggenza per conto del padre. La nuova imperatrice si alleò con i bulgari per combattere contro i vari stati bizantini e, per arginare l'avanzata dei Greci in Asia minore, siglò la pace con Teodoro I Lascaris dell'Impero di Nicea, dandogli in moglie sua figlia Maria.
Dopo circa due anni, nel (1219), però, Iolanda morì.
Le successe il suo secondo figlio Roberto di Courtenay, poiché il primogenito aveva rifiutato il trono. Siccome Roberto rimase in Francia fino al 1221 tecnicamente il trono rimase vacante fino a quel momento.

## Figli
A Pietro di Courtenay, Iolanda diede tredici figli:
- Filippo[24] (1194 ca. - † 1226), Marchese di Namur, che declinò l'offerta del trono dell'Impero Latino.
- Margherita (1196 - 1258), Marchesa di Namur[25].
- Elisabetta (1199 - 1269), che sposò Walter conte di Bar e poi Eudes sire di Montagu[24].
- Iolanda (1200 - 1233), che sposò Andrea II d'Ungheria[24].
- Roberto di Courtenay (1201 - † 1228), Imperatore Latino[24]
- Agnese (1202 - 1247), che sposò Goffredo II di Villehardouin, principe di Acaia[24]
- Costanza († dopo il 1210), che secondo la Histoire généalogique de la Maison royale de Courtenay, fu citata in un documento assieme al padre, Pietro II[26]
- Maria (1204 - 1228), che sposò Teodoro I Lascaris, imperatore di Nicea[24]
- Eleonora (1208 - 1230), che, secondo la Histoire généalogique de la Maison royale de Courtenay, sposò Filippo di Montfort, futuro signore di Tiro[27]
- Sibilla († dopo il 1223), che, secondo la Histoire généalogique de la Maison royale de Courtenay, fu suora a Fontevraud-l'Abbaye e morì giovane[26].
- Pietro († dopo il 1210), che secondo la Histoire généalogique de la Maison royale de Courtenay, fu chierico e morì giovane[28]
- Enrico (1212 ca. - † 1229), Marchese di Namur[24].
- Baldovino (1217 - 1273), Imperatore Latino[24].

## Ascendenza
|                         |                        |                          | Genitori                   |  |  | Nonni |  |  | Bisnonni                 |  |  | Trisnonni               |  |
|                         |                        |                          |                            |  |  |       |  |  | Baldovino III di Hainaut |  |  | Baldovino II di Hainaut |  |
|                         |                        |                          |                            |  |  |       |  |  | Baldovino III di Hainaut |  |  | Baldovino II di Hainaut |  |
|                         |                        | Ida di Lovanio           |                            |  |  |       |  |  | Baldovino III di Hainaut |  |  |                         |  |
| Baldovino IV di Hainaut |                        |                          |                            |  |  |       |  |  | Baldovino III di Hainaut |  |  |                         |  |
|                         |                        | Iolanda di Gheldria      | Gerardo I di Gheldria      |  |  |       |  |  |                          |  |  |                         |  |
|                         |                        | Iolanda di Gheldria      | Gerardo I di Gheldria      |  |  |       |  |  |                          |  |  |                         |  |
|                         |                        | Iolanda di Gheldria      | Clemenza d'Aquitania       |  |  |       |  |  |                          |  |  |                         |  |
| Baldovino V di Hainaut  |                        | Iolanda di Gheldria      |                            |  |  |       |  |  |                          |  |  |                         |  |
|                         |                        | Goffredo I di Namur      | Alberto III di Namur       |  |  |       |  |  |                          |  |  |                         |  |
|                         |                        | Goffredo I di Namur      | Alberto III di Namur       |  |  |       |  |  |                          |  |  |                         |  |
|                         |                        | Goffredo I di Namur      | Ida di Sassonia            |  |  |       |  |  |                          |  |  |                         |  |
| Alice di Namur          |                        | Goffredo I di Namur      |                            |  |  |       |  |  |                          |  |  |                         |  |
|                         |                        | Ermesinda di Lussemburgo | Corrado I di Lussemburgo   |  |  |       |  |  |                          |  |  |                         |  |
|                         |                        | Ermesinda di Lussemburgo | Corrado I di Lussemburgo   |  |  |       |  |  |                          |  |  |                         |  |
|                         |                        | Ermesinda di Lussemburgo | Clemenza d'Aquitania       |  |  |       |  |  |                          |  |  |                         |  |
| Iolanda di Fiandra      |                        | Ermesinda di Lussemburgo |                            |  |  |       |  |  |                          |  |  |                         |  |
|                         | Teodorico II di Lorena | Gerardo di Lorena        |                            |  |  |       |  |  |                          |  |  |                         |  |
|                         | Teodorico II di Lorena | Gerardo di Lorena        |                            |  |  |       |  |  |                          |  |  |                         |  |
|                         | Teodorico II di Lorena | Edvige di Namur          |                            |  |  |       |  |  |                          |  |  |                         |  |
| Teodorico di Alsazia    | Teodorico II di Lorena |                          |                            |  |  |       |  |  |                          |  |  |                         |  |
|                         |                        | Gertrude delle Fiandre   | Roberto I delle Fiandre    |  |  |       |  |  |                          |  |  |                         |  |
|                         |                        | Gertrude delle Fiandre   | Roberto I delle Fiandre    |  |  |       |  |  |                          |  |  |                         |  |
|                         |                        | Gertrude delle Fiandre   | Gertrude di Sassonia       |  |  |       |  |  |                          |  |  |                         |  |
| Margherita I di Fiandra |                        | Gertrude delle Fiandre   |                            |  |  |       |  |  |                          |  |  |                         |  |
|                         |                        | Folco V d'Angiò          | Folco IV d'Angiò           |  |  |       |  |  |                          |  |  |                         |  |
|                         |                        | Folco V d'Angiò          | Folco IV d'Angiò           |  |  |       |  |  |                          |  |  |                         |  |
|                         |                        | Folco V d'Angiò          | Bertrada di Montfort       |  |  |       |  |  |                          |  |  |                         |  |
| Sibilla d'Angiò         |                        | Folco V d'Angiò          |                            |  |  |       |  |  |                          |  |  |                         |  |
|                         |                        | Eremburga del Maine      | Elia I del Maine           |  |  |       |  |  |                          |  |  |                         |  |
|                         |                        | Eremburga del Maine      | Elia I del Maine           |  |  |       |  |  |                          |  |  |                         |  |
|                         |                        | Eremburga del Maine      | Matilde di Château-du-Loir |  |  |       |  |  |                          |  |  |                         |  |
|                         |                        | Eremburga del Maine      |                            |  |  |       |  |  |                          |  |  |                         |  |

### Fonti primarie
- (LA)  Monumenta Germaniae Historica, Scriptores, tomus IX.
- (LA)  Monumenta Germaniae Historica, Scriptores, tomus XIV.
- (LA)  Monumenta Germaniae Historica, Scriptores, tomus XXI.
- (LA)  Monumenta Germaniae Historica, Scriptores, tomus XXIII.
- (LA)  Monumenta Germaniae Historica, Scriptores, tomus XXVI.
- (LA)  Orderici Vitalis, Historia Ecclesiastica, tomus unicus.
- (LA)  Recueil des historiens des Gaules et de la France, tomus XVIII.
- (LA)  Historia Rerum in partibus transmarinis gestarum.
- (FR)  Recueil des historiens des croisades. Historiens occidentaux. Tome second.

### Letteratura storiografica
- D.M. Nicol, "La quarta crociata e gli imperi greco e latino, 1204 - 1261", cap. XIV, vol. III (L'impero bizantino) della Storia del mondo medievale, 1999, pp. 503–558
- Frederick Maurice Powicke, "I regni di Filippo Augusto e Luigi VIII di Francia", cap. XIX, vol. V (Il trionfo del papato e lo sviluppo comunale) della Storia del mondo medievale, 1999, pp. 776–828
- (FR)  Histoire généalogique de la Maison royale de Courtenay